# Dudeștii Vechi

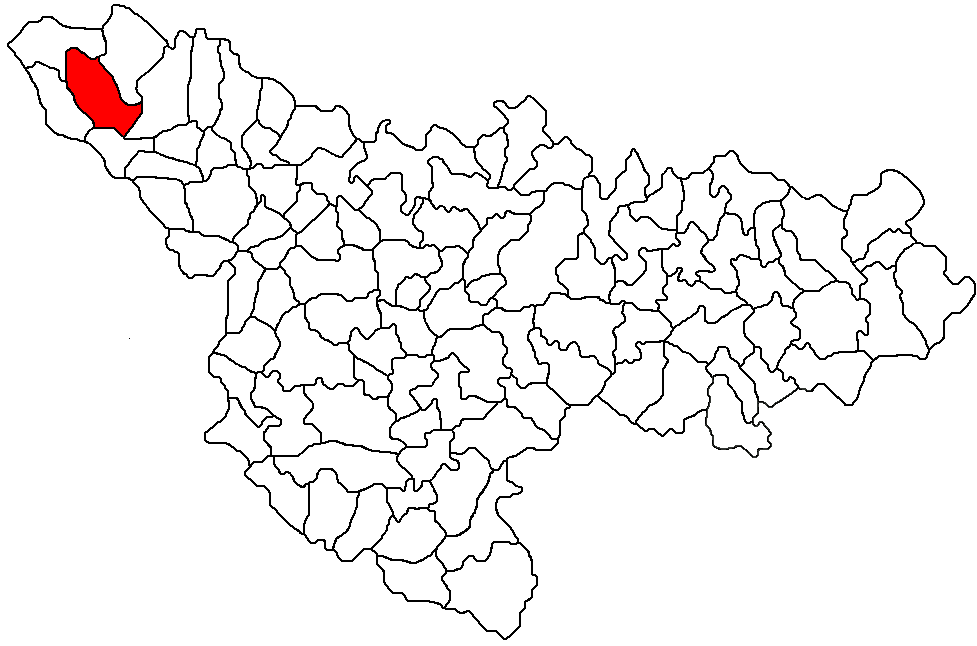
Lage der Gemeinde Dudeștii Vechi im Kreis Timiș

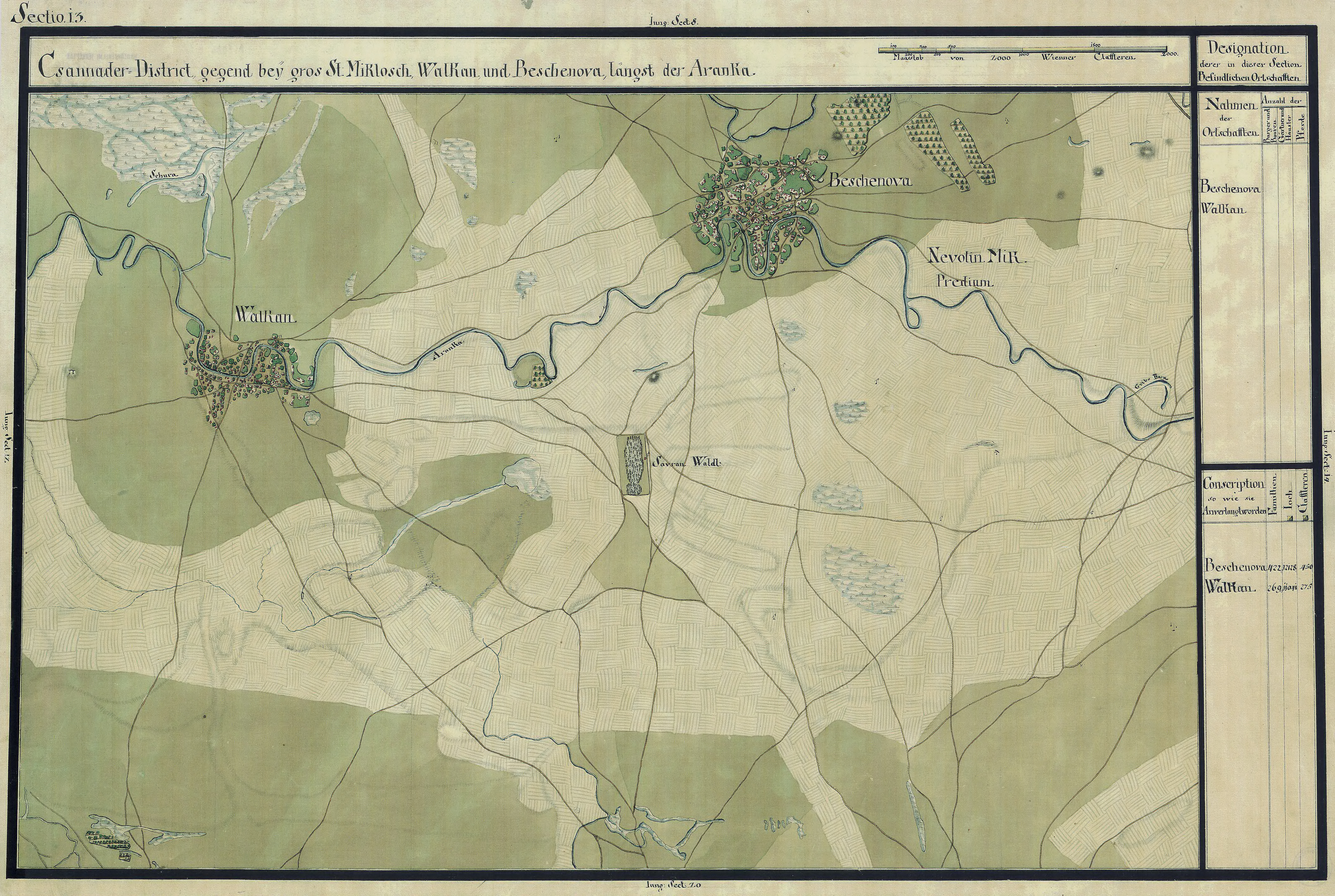
Dudeștii Vechi auf der Josephinischen Landaufnahme (1769–1772)

Dudeștii Vechi (veraltet Beșenova Veche, Beșenova-Mare, Bejenari; deutsch Altbeschenowa, bulgarisch Стар Бешенов Star Beschenow, Banater bulgarisch Stár Bišnov, ungarisch Óbesenyő, Nagybesenyő oder Bottalütőbesenyő) ist eine Gemeinde im Kreis Timiș, in der Region Banat, im Südwesten Rumäniens. Der Ort ist überwiegend mit Banater Bulgaren oder Palćene bevölkert; einer regionalen bulgarischen Minderheit mit vorwiegend römisch-katholischem Glauben. Sie sind Nachkommen der sich um 1738 hier niedergelassenen Paulikianer und stammen ursprünglich aus dem Norden Bulgariens. Eine Schätzung von 2007 bezifferte die Gesamtbevölkerung des Ortes mit 4.411.

## Nachbarorte
| Beba Veche          | Kiszombor                                   | Cenad           |
| Banatsko Aranđelovo | Kompassrose, die auf Nachbargemeinden zeigt | Sânnicolau Mare |
| Valcani             | Teremia Mare                                | Tomnatic        |

## Sprache
Die Gemeinde ist offiziell zweisprachig. Rumänisch und Banater Bulgarisch sind die Arbeitssprachen sowohl für die öffentliche Beschilderung, als auch in der Administration und Justiz.

## Geschichte
Dudeștii Vechi besteht aus drei Dörfern: Cheglevici, Colonia Bulgară und Dudeștii Vechi.
Die Region um Dudeștii Vechi ist bekannt für ihr reiches archäologisches Erbe. Seit der Jungsteinzeit ist die Region ununterbrochen besiedelt gewesen. Wichtige Fundplätze aus prähistorischer Zeit sind die am nördlichen Ortsrand, an der Straße nach Cheglevici liegende Movila lui Deciov und die zwischen Dudeștii Vechi und Sânnicolau Mare liegende Bucova Pusta IV. 
Colonia Bulgară (Banat-bulgarisch Telepa, deutsch Bulgarische Kolonie, ungarisch Bolgartelep) wurde 1846 von römisch-katholischen bulgarischen Siedlern gegründet. 1910 bestand die Bevölkerung hier aus 714 Bulgaren. Bis 1930 stieg sie auf 830, allerdings mit nur 353 Bulgaren sowie 338 Ungarn, 123 Deutschen, 13 Rumänen and 3 Roma. In der Volkszählung von 1940 erkannte das Ion-Antonescu-Regime Bulgaren nicht als gesonderte Ethnie an; so bestand die Bevölkerung von 729 aus 295 Ungarn, 107 Deutschen, 13 Rumänen und 314 Anderen.
Nach dem Österreichisch-Ungarischen Ausgleich (1867) wurde das Banat dem Königreich Ungarn innerhalb der Doppelmonarchie Österreich-Ungarn angegliedert.
Der Vertrag von Trianon am 4. Juni 1920 hatte die Dreiteilung des Banats zur Folge, wodurch Dudeștii Vechi an das Königreich Rumänien fiel.
Infolge des Waffen-SS Abkommens vom 12. Mai 1943 zwischen der Antonescu-Regierung und Hitler-Deutschland wurden alle deutschstämmigen wehrpflichtigen Männer in die deutsche Armee eingezogen.
Dafür mussten die Deutschen aus Rumänien nach dem Seitenwechsel Rumäniens am 23. August 1944 büßen. Noch vor Kriegsende, im Januar 1945, fand die Deportation aller volksdeutschen Frauen zwischen 18 und 30 Jahren und Männer im Alter von 16 bis 45 Jahren zur Aufbauarbeit in die Sowjetunion statt.
Das Bodenreformgesetz vom 23. März 1945, das die entschädigungslose Enteignung der deutschen Bauern, als ehemalige Angehörige der Deutschen Volksgruppe in Rumänien, vorsah, entzog der ländlichen Bevölkerung die Lebensgrundlage. Gleichzeitig wurden auch die Häuser der Deutschen entschädigungslos enteignet. Boden und Bauernhäuser wurden an Kleinbauern, Landarbeiter und Kolonisten aus anderen Landesteilen verteilt.
Durch das Nationalisierungsgesetz vom 11. Juni 1948, das die Verstaatlichung aller Industrie- und Handelsbetriebe, Banken und Versicherungen vorsah, fand die Enteignung aller Wirtschaftsbetriebe statt. Anfang der 1950er Jahre wurde die Kollektivierung der Landwirtschaft vollzogen.
Da die Bevölkerung entlang der rumänisch-jugoslawischen Grenze von der rumänischen Staatsführung nach dem Zerwürfnis Stalins mit Tito und dessen Ausschluss aus dem Kominform-Bündnis als Sicherheitsrisiko eingestuft wurde, erfolgte am 18. Juni 1951 die Deportation „von politisch unzuverlässlichen Elementen“ in die Bărăgan-Steppe unabhängig von der ethnischen Zugehörigkeit. Die rumänische Führung bezweckte zugleich den einsetzenden Widerstand gegen die bevorstehende Kollektivierung der Landwirtschaft zu brechen. Als die Bărăganverschleppten 1956 heimkehrten, erhielten sie die 1945 enteigneten Häuser und Höfe zurückerstattet. Der Feldbesitz wurde jedoch kollektiviert.

## Kultur und Religion
Die Schule in Dudeștii Vechi wurde 1745 durch die bulgarischen Siedler mit Hilfe der römisch-katholischen Kirche erbaut. Es ist die älteste Schule der bulgarischen Diaspora und die einzige Schule in Rumänien, in der wahlweise alle Klassen auf Bulgarisch unterrichtet werden. Die Mehrheit der Einwohner gehört heute noch der römisch-katholischen Konfession an. Römisch-katholische Kirchen bestehen in den Ortsteilen Colonia Bulgară und Dudeștii Vechi.

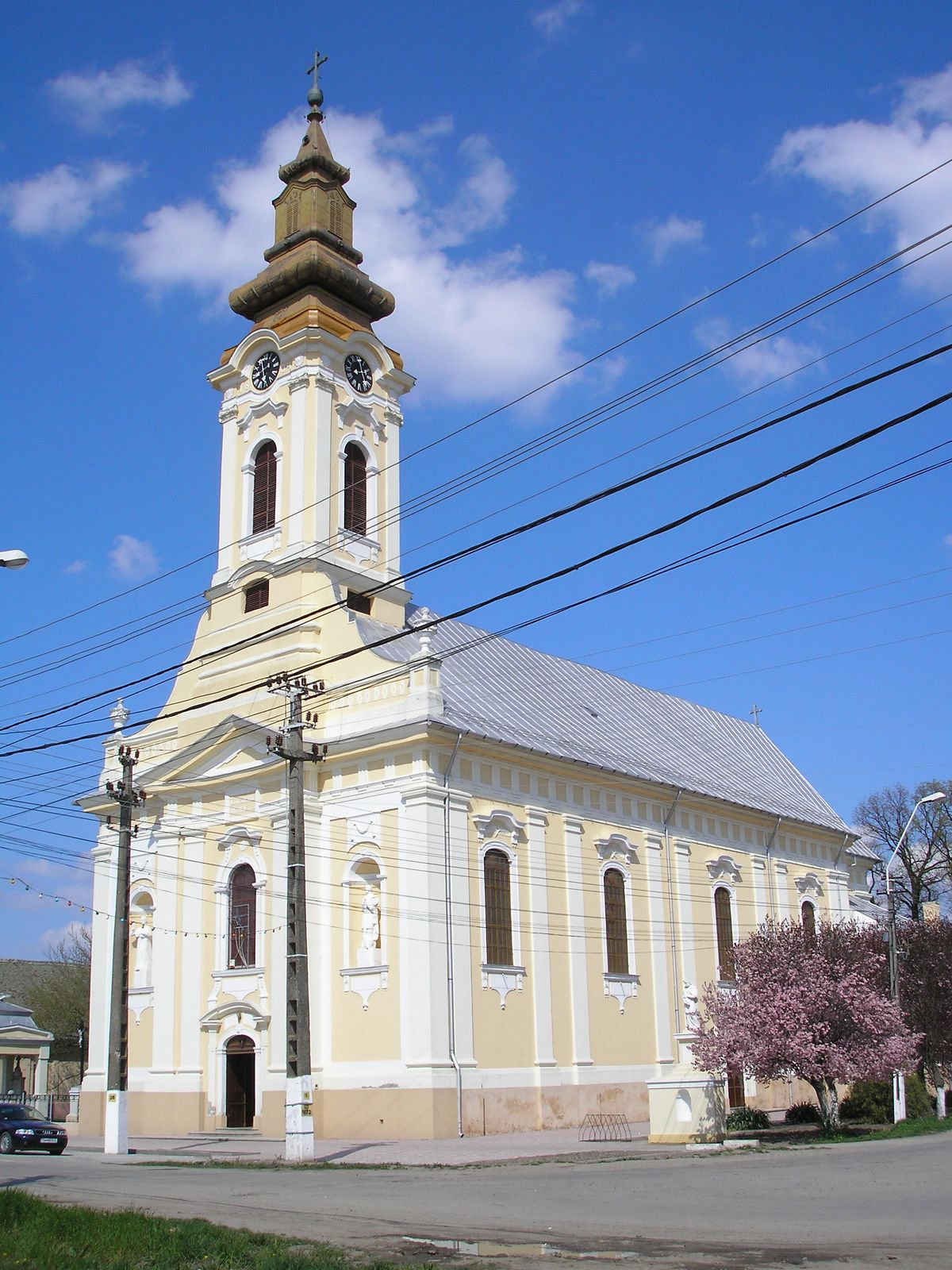
Römisch-katholische Kirche in Dudeștii Vechi
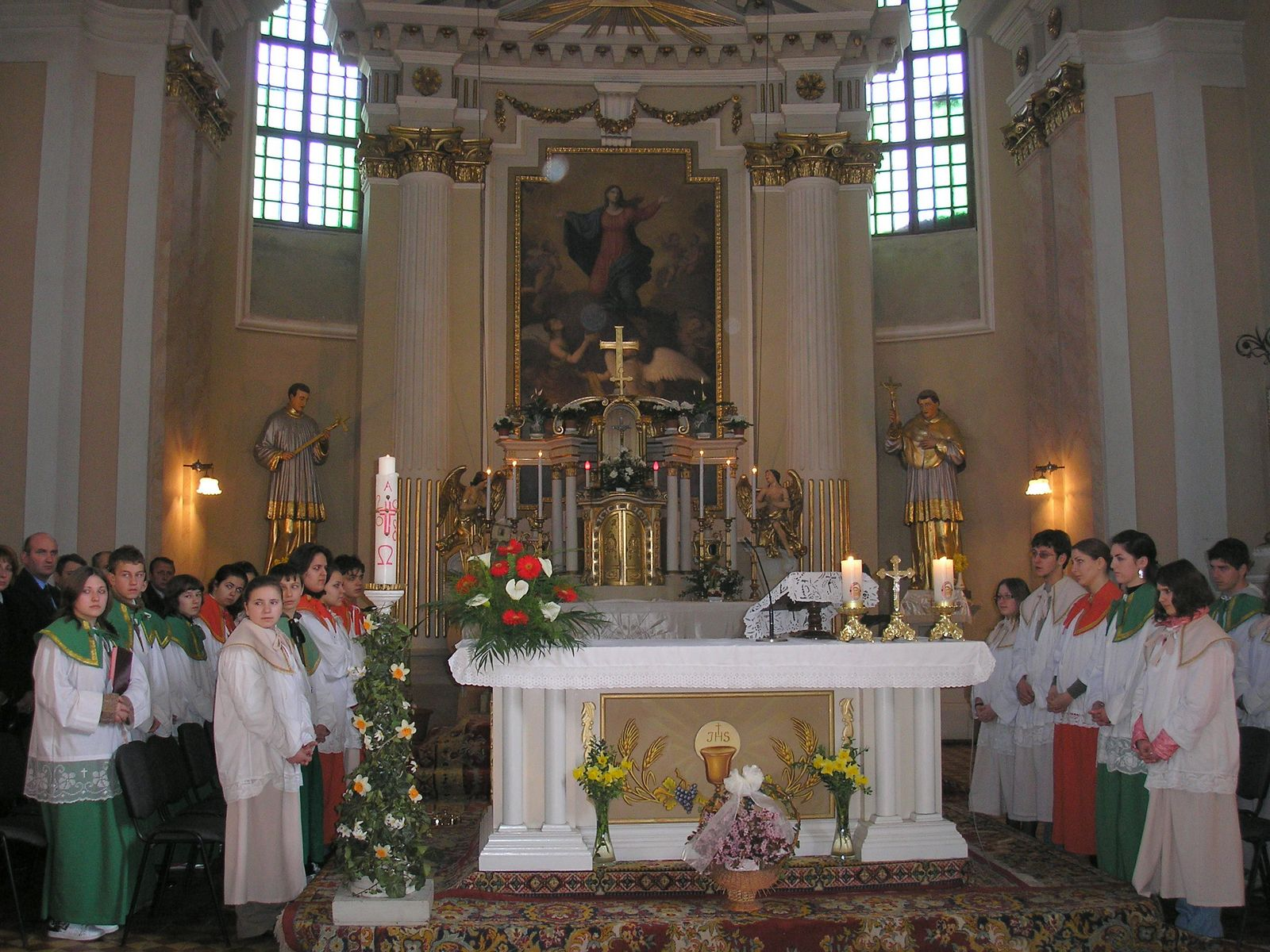
Gottesdienst in Dudeștii Vechi

## Bevölkerungsentwicklung
| Volkszählung | Volkszählung | Ethnie  | Ethnie           | Ethnie   | Ethnie   | Ethnie    | Ethnie    | Ethnie    | Ethnie    | Ethnie |
| Jahr         | Bevölkerung  | Rumänen | Banater Bulgaren | Deutsche | Magyaren | Roma      | Serben    | Juden     | Slowaken  | Andere |
| ------------ | ------------ | ------- | ---------------- | -------- | -------- | --------- | --------- | --------- | --------- | ------ |
| 1880         | 11.690       | 2754    | unbekannt        | 1295     | 1101     | unbekannt | unbekannt | unbekannt | unbekannt | 6366   |
| 1910         | 12.638       | 3121    | unbekannt        | 1403     | 2152     | unbekannt | unbekannt | unbekannt | unbekannt | 5962   |
| 1941         | 11.334       | 2661    | unbekannt        | 1206     | 1187     | unbekannt | unbekannt | unbekannt | unbekannt | 6280   |
| 1948         | 11.620       | 2754    | 5771             | 1327     | 1415     | 232       | 53        | 34        | 20        | –      |
| 1956         | 9653         | 2340    | 5610             | 478      | 995      | 210       | 6         | 5         | 7         | –      |
| 1977         | 8030         | 2221    | 4669             | 319      | 694      | 109       | 6         | 2         | 5         | 9      |
| 1992         | 6409         | 1996    | 3633             | 57       | 379      | 305       | 11        | 1         | 9         | 17     |
| 2002         | 5807         | 2368    | 2987             | 44       | 330      | 62        | 16        | −         | −         | −      |
| 2011         | 4203         | 1103    | 2439             | 27       | 159      | 222       | 6         | −         | 6         | 241    |
| 2021         | 3827         | 1506    | 1631             | 23       | 128      | 236       | 6         | −         | 7         | 290    |